# EstAtainment
EstAtainment ist das Debütalbum des deutschen Rappers EstA. Es erschien am 28. Juni 2013 über das Label Halunkenbande (Soulfood) von Baba Saad als Standard- und VBT-Edition, inklusive acht Bonussongs.

## Inhalt
Obwohl EstA vor Albumveröffentlichung vorrangig als Battle-Rapper bekannt war, besitzen viele Lieder auf EstAtainment recht starke Einflüsse aus der Popmusik. So werden viele Hooklines von EstA gesungen und die Singles Es läuft sowie Sommer sollen positive Stimmung verbreiten. Lediglich die Songs Allein gegen alle und Lass sie reden sind thematisch aggressiver gehalten. Unter den acht Bonusliedern der VBT-Edition befinden sich fünf Runden von EstA aus dem VBT-Splash! 2013 sowie der zuvor als Freetrack veröffentlichte Song Mein Tag.

## Produktion
Das Album wurde überwiegend von EstAs Produzent 2Bough produziert, der zu diesem Zeitpunkt ebenfalls beim Label Halunkenbande unter Vertrag stand.

## Covergestaltung
Das Albumcover ist eine Zeichnung, die EstAs Gesicht mit einer Sonnenbrille zeigt. Sein Kopf stellt dabei ein Gebäude dar, bei dem der Mund der Eingang ist, zu dem ein roter Teppich hinführt. Neben seinem Kopf ragen seine Arme in die Höhe und strecken dem Betrachter den Mittelfinger entgegen. Über dem Kopf befindet sich eine Sprechblase, in der in schwarzer Schrift der Titel EstAtainment steht. Die weißen Schriftzüge Halunkenbande präsentiert und EstA befinden sich im oberen Teil des Bildes.

## Gastbeiträge
Lediglich auf drei Liedern der VBT-Edition befinden sich Gastauftritte anderer Künstler. So tritt der Rapper McTwist auf den Liedern Das sind wir und VBT-Splash! 8el Rückrunde EstA vs. ÉSMaticx in Erscheinung. Der Song Mein Tag ist eine Kollaboration mit EstAs Labelchef Baba Saad.

## Titelliste
| #  | Titel               | Gastmusiker | Länge |
| -- | ------------------- | ----------- | ----- |
| 1  | EstAtainment        |             | 3:06  |
| 2  | Es läuft            |             | 3:32  |
| 3  | Allein gegen alle   |             | 3:45  |
| 4  | Sommer              |             | 2:49  |
| 5  | M.I.C               |             | 3:09  |
| 6  | Lass dich gehen     |             | 3:17  |
| 7  | Telefon (Skit)      |             | 1:20  |
| 8  | Hancock             |             | 3:07  |
| 9  | Nice                |             | 3:07  |
| 10 | 24/7                |             | 3:25  |
| 11 | Little Miss Perfect |             | 2:58  |
| 12 | Lass sie reden      |             | 3:12  |
| 13 | Dschungel           |             | 3:01  |

Bonussongs der VBT-Edition:
| #  | Titel                                           | Gastmusiker | Länge |
| -- | ----------------------------------------------- | ----------- | ----- |
| 14 | Das sind wir                                    | McTwist     | 3:15  |
| 15 | VBT-Reflektion                                  |             | 3:15  |
| 16 | Mein Tag                                        | Baba Saad   | 4:04  |
| 17 | VBT-Splash! 4tel Hinrunde EstA vs. donetasy     |             | 2:52  |
| 18 | VBT-Splash! 8el Hinrunde EstA vs. ÉSMaticx      |             | 3:16  |
| 19 | VBT-Splash! 8el Rückrunde EstA vs. ÉSMaticx     | McTwist     | 3:52  |
| 20 | Quali EstA VBT-Splash! 2013                     |             | 1:33  |
| 21 | VBT-Splash! Halbfinale Rückrunde EstA vs. 4tune |             | 3:24  |

## Chartplatzierungen und Singles
Das Album stieg auf Platz 11 in die deutschen Charts ein, verließ die Top 100 jedoch in der folgenden Woche wieder.
Als Singles wurden vorab die Lieder Es läuft und Sommer ausgekoppelt, die sich jedoch beide nicht in den Charts platzieren konnten. Zu beiden Songs wurden auch Musikvideos gedreht. Ebenso entstand zum Stück Lass sie reden im Rahmen der Halt-die-Fresse-Reihe von Aggro.TV ein Video. Außerdem erschien ein Video zum Track Allein gegen alle.

## Rezeption
| Professionelle Bewertungen | Professionelle Bewertungen |
| -------------------------- | -------------------------- |
| Kritiken                   |                            |
| Quelle                     | Bewertung                  |
| laut.de                    | [ 4 ]                      |
| rap.de                     | [ 5 ]                      |
| hiphop.de                  | [ 6 ]                      |
| jds-rap-blog.de            | [ 7 ]                      |

Das Album bekam überwiegend negative Kritik. Oliver Pannke von rap.de gab mit fünf von zehn möglichen Sternen eine durchschnittliche Bewertung ab, EstAtainment wäre trotz der Chartplatzierung „kein gutes, konsequentes Rap-Album“. EstA müsse sich „auf seine Stärken konzentrieren“, welche „weit ab vom Popsound“ lägen. Dani Fromm von laut.de beurteilte das Album mit zwei von fünf möglichen Sternen, EstA würde „keinerlei Talent“ zum Songwriting mitbringen. Ein Autor von jds-rap-blog.de gab mit einem von fünf Sternen eine sehr negative Rezension ab, das Album sei „nicht weit weg“ von einer „Nahtod-Erfahrung“.

„Esta schafft es nicht mit seinem Album das zu liefern, was er kann und vor allem das zu zeigen, was ihn bislang ausgemacht hat. Solche Gesangshooks oder mickrige Parts im VBT und ihn würden weniger Leute kennen als Vorrunden-Gegner des Battlebois.“